# Tsjecho-Slowaakse Handelspartij

Vlag van het Paarse Legioen (partijmilitie)

De Tsjecho-Slowaakse Handelspartij of Tsjecho-Slowaakse Partij voor Handel en Commercie (Tsjechisch: Československá živnostensko-obchodnická strana středostavovská, ČŽOS of Ž), was een liberale en conservatieve partij gedurende de Eerste Tsjecho-Slowaakse Republiek (1918-1938).

## Geschiedenis
De ČŽOS was een afsplitsing van de Tsjecho-Slowaakse Nationaal-Democraten (Československá národní demokracie) en werd in 1920 gevormd. Bij de parlementsverkiezingen later dat jaar won de ČŽOS 6 zetels in de Kamer van Afgevaardigden en 3 zetels in de Senaat. Bij de verkiezingen van 1925 verdubbelde de partij haar zetelaantal in de Kamer van Afgevaardigden (13) en de Senaat (6). Bij de verkiezingen van 1929 bleef de ČŽOS stabiel; bij de verkiezingen van 1935 boekte de partij een grote zege en kreeg 17 zetels in de Kamer van Afgevaardigden en 8 zetels in de Senaat.
De ČŽOS, een partij voor kleine ambachtslieden en middenstanders met een protectionistisch program, verdween aan het einde van de Eerste Tsjecho-Slowaakse Republiek (1938) en werd in de naoorlogse periode niet meer heropgericht.
De leider van de partij was Josef Václav Najman (1882-1937). De partijmilitie droeg de naam Paarse Legioen.

## Verkiezingsresultaten

### Kamer van Afgevaardigden
| Jaar | %     | Zetels   | +/-   |
| ---- | ----- | -------- | ----- |
| 1920 | 1,98% | 6 / 281  | NIEUW |
| 1925 | 4,02% | 13 / 300 | 7     |
| 1929 | 3,9%  | 12 / 300 | 1     |
| 1935 | 5,4%  | 17 / 300 | 5     |

### Senaat
| Jaar | %     | Zetels  | +/-     |
| ---- | ----- | ------- | ------- |
| 1920 | 2,06% | 3 / 142 | NIEUW   |
| 1925 | 4,2%  | 6 / 150 | 3       |
| 1929 | 4,2%  | 6 / 150 | Stabiel |
| 1935 | 5,4%  | 8 / 150 | 2       |